# Borys Kowerda
Borys Sofronowicz Kowerda, ros. Борис Софронович Коверда; Boris Sofronowicz Kowierda, biał. Барыс Сафронавіч Каверда; Barys Safronawicz Kawierda (ur. 21 sierpnia 1907 w Wilnie, zm. 18 lutego 1987 w Waszyngtonie) – rosyjski działacz emigracyjny pochodzenia białoruskiego II RP i USA (jego rodzina pochodzi z podlaskiej wsi Kotły), zabójca posła ZSRR w Warszawie Piotra Wojkowa.

## Życiorys
Urodził się jako syn nauczyciela szkoły ludowej i sympatyka eserów. Od 1915 do 1920 wraz z matką przebywał w bieżeństwie w Samarze, gdzie osobiście doświadczył czerwonego terroru (m.in. śmierci kuzyna i rozstrzelania przyjaciela rodziny o. Lebiediewa). Po traktacie ryskim rodzina wróciła na Wileńszczyznę, gdzie Kowerda uczył się najpierw w gimnazjum białoruskim, a później rosyjskim w Wilnie. Pracował też w redakcji pisma o orientacji antykomunistycznej „Biełaruskaje słova”.
Wraz z jej redaktorem Arsenijem Pawlukiewiczem i byłym białogwardzistą Michaiłem Jakowlewem przygotował w 1927 zamach na posła ZSRR w Warszawie Piotra Wojkowa, do którego doszło 7 czerwca na Dworcu Głównym w Warszawie. Według relacji Borysa Kowerdy zastrzelenie Wojkowa było wykonaniem wyroku białych Rosjan za udział w zamordowaniu cara Mikołaja II i jego 16-osobowej rodziny. Moskwa ogłosiła zabójstwo na dworcu warszawskim „aktem wojny” i postawiła w stan gotowości bojowej Robotniczo-Chłopską Armię Czerwoną.
Kowerda został aresztowany i postawiony przed sądem w Warszawie. Bronili go znani wtedy adwokaci Paschalski, Andrejew, Niedzielski i Ettinger. W trakcie procesu opisał wspomnienia bezprawia i przemocy bolszewików z czasu dzieciństwa w Rosji. Zadeklarował, że chciał walczyć z bolszewizmem, ale odmówiono mu wizy do Rosji, więc zdecydował się zabić Wojkowa jako przedstawiciela „bolszewickiej bandy”. Kowerda został skazany na dożywotnie roboty (później zamienione na 15-letnie więzienie). Po wyjściu na wolność w 1937, Kowerda wyjechał do Jugosławii, gdzie zdał maturę w rosyjskim gimnazjum w Belej Crkvie.
Od 1944 przebywał w Niemczech, później w USA – pracował tam w nowojorskiej gazecie „Rossija”, później w drukarni „Nowogo russkogo słowa”.
Zmarł w Waszyngtonie i został pochowany na terenie prawosławnego klasztoru Nowe Diwiejewo.
Postać Kowerdy i jego zamach na Wojkowa stały się inspiracja i jednym z motywów powieści Marka Krajewskiego Pomocnik kata (wydawnictwo „Znak” 2020).